# Traktat madrycki (1750)
Traktat madrycki został zawarty pomiędzy Hiszpanią a Portugalią w 1750 roku i dotyczył kolonii w Ameryce Południowej. Rozwiązywał on spór wywołany przekroczeniem przez tę drugą granic, które ustalił traktat z Tordesillas. Porozumienie sankcjonowało ten stan na zasadzie uti possidetis, w zamian za uznanie panowania hiszpańskiego na Filipinach, które naruszało starą linię demarkacyjną w drugą stronę. Iberyjskie państwa podzieliły między siebie także niezależne dotychczas redukcje misyjne, co wywołało konflikt z Indianami i jezuitami.